# Saison 2016 de l'équipe cycliste Bora-Argon 18
La saison 2016 de l'équipe cycliste Bora-Argon 18 est la septième de cette équipe.

## Préparation de la saison 2016

### Arrivées et départs
| Arrivées          | Équipe 2015             |
| ----------------- | ----------------------- |
| Silvio Herklotz   | Stölting                |
| Gregor Mühlberger | Felbermayr Simplon Wels |
| Lukas Pöstlberger | Tirol                   |
| Rüdiger Selig     | Katusha                 |

| Départs           | Équipe 2016             |
| ----------------- | ----------------------- |
| Cristiano Salerno | ?                       |
| Daniel Schorn     | Felbermayr Simplon Wels |
| Björn Thurau      | Wanty-Groupe Gobert     |

## Coureurs et encadrement technique

### Effectif
| Cycliste            | Date de naissance | Nationalité      | Équipe 2015             |  |
| ------------------- | ----------------- | ---------------- | ----------------------- |  |
| Shane Archbold      | 2 février 1989    | Nouvelle-Zélande | Bora-Argon 18           |  |
| Jan Bárta           | 7 février 1984    | Tchéquie         | Bora-Argon 18           |  |
| Phil Bauhaus        | 8 juillet 1994    | Allemagne        | Bora-Argon 18           |  |
| Cesare Benedetti    | 3 août 1987       | Italie           | Bora-Argon 18           |  |
| Sam Bennett         | 14 octobre 1990   | Irlande          | Bora-Argon 18           |  |
| Emanuel Buchmann    | 18 novembre 1992  | Allemagne        | Bora-Argon 18           |  |
| Zakkari Dempster    | 27 septembre 1987 | Australie        | Bora-Argon 18           |  |
| Silvio Herklotz     | 6 mai 1994        | Allemagne        | Stölting                |  |
| Bartosz Huzarski    | 27 octobre 1980   | Pologne          | Bora-Argon 18           |  |
| Patrick Konrad      | 13 octobre 1991   | Autriche         | Bora-Argon 18           |  |
| Ralf Matzka         | 24 août 1989      | Allemagne        | Bora-Argon 18           |  |
| José Mendes         | 24 avril 1985     | Portugal         | Bora-Argon 18           |  |
| Gregor Mühlberger   | 4 avril 1994      | Autriche         | Felbermayr Simplon Wels |  |
| Dominik Nerz        | 25 août 1989      | Allemagne        | Bora-Argon 18           |  |
| Christoph Pfingsten | 20 novembre 1987  | Allemagne        | Bora-Argon 18           |  |
| Lukas Pöstlberger   | 10 janvier 1992   | Autriche         | Tirol                   |  |
| Andreas Schillinger | 13 juillet 1983   | Allemagne        | Bora-Argon 18           |  |
| Michael Schwarzmann | 7 janvier 1991    | Allemagne        | Bora-Argon 18           |  |
| Rüdiger Selig       | 19 février 1989   | Allemagne        | Katusha                 |  |
| Scott Thwaites      | 12 février 1990   | Royaume-Uni      | Bora-Argon 18           |  |
| Paul Voss           | 26 mars 1986      | Allemagne        | Bora-Argon 18           |  |

Portraits
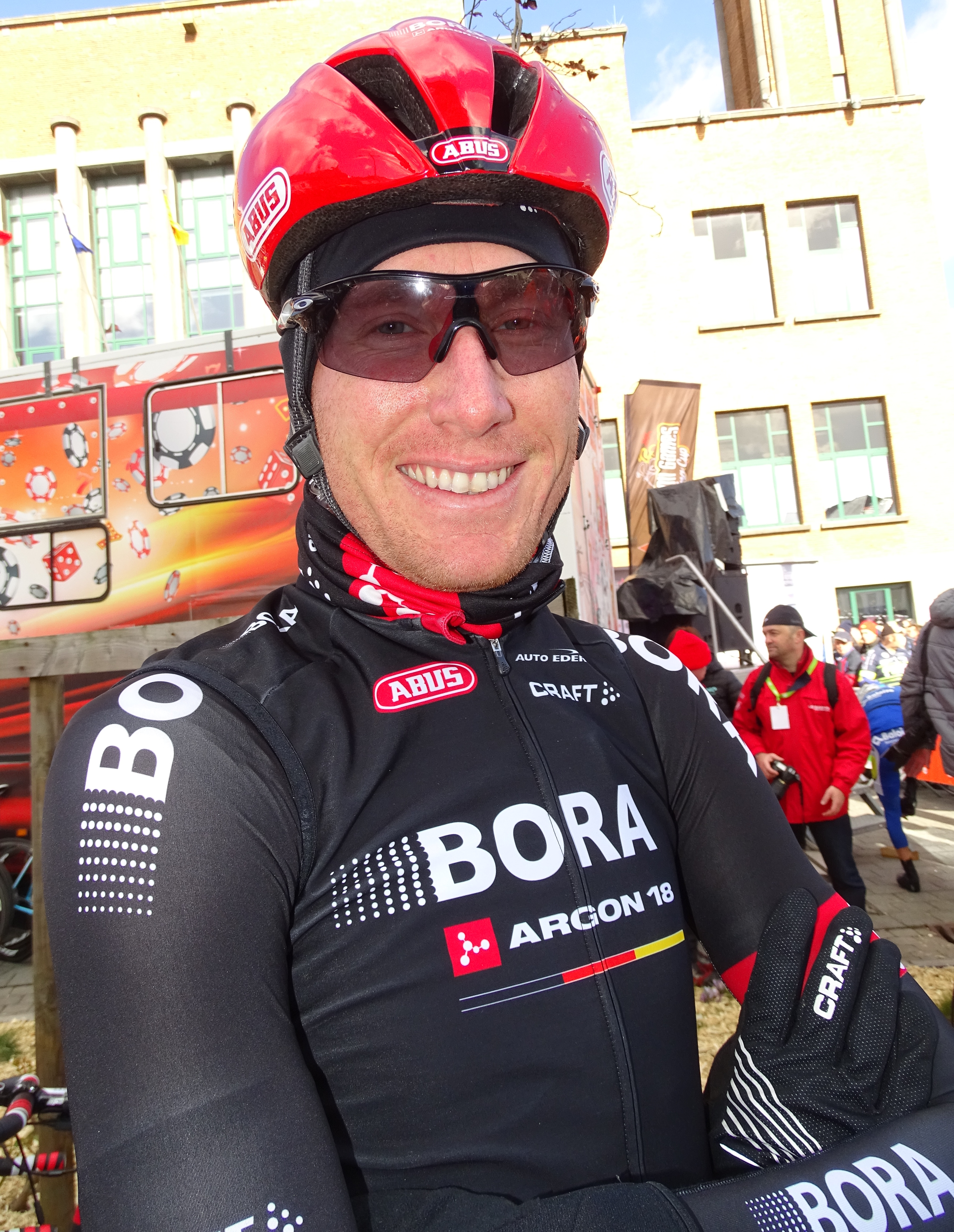
Zakkari Dempster.
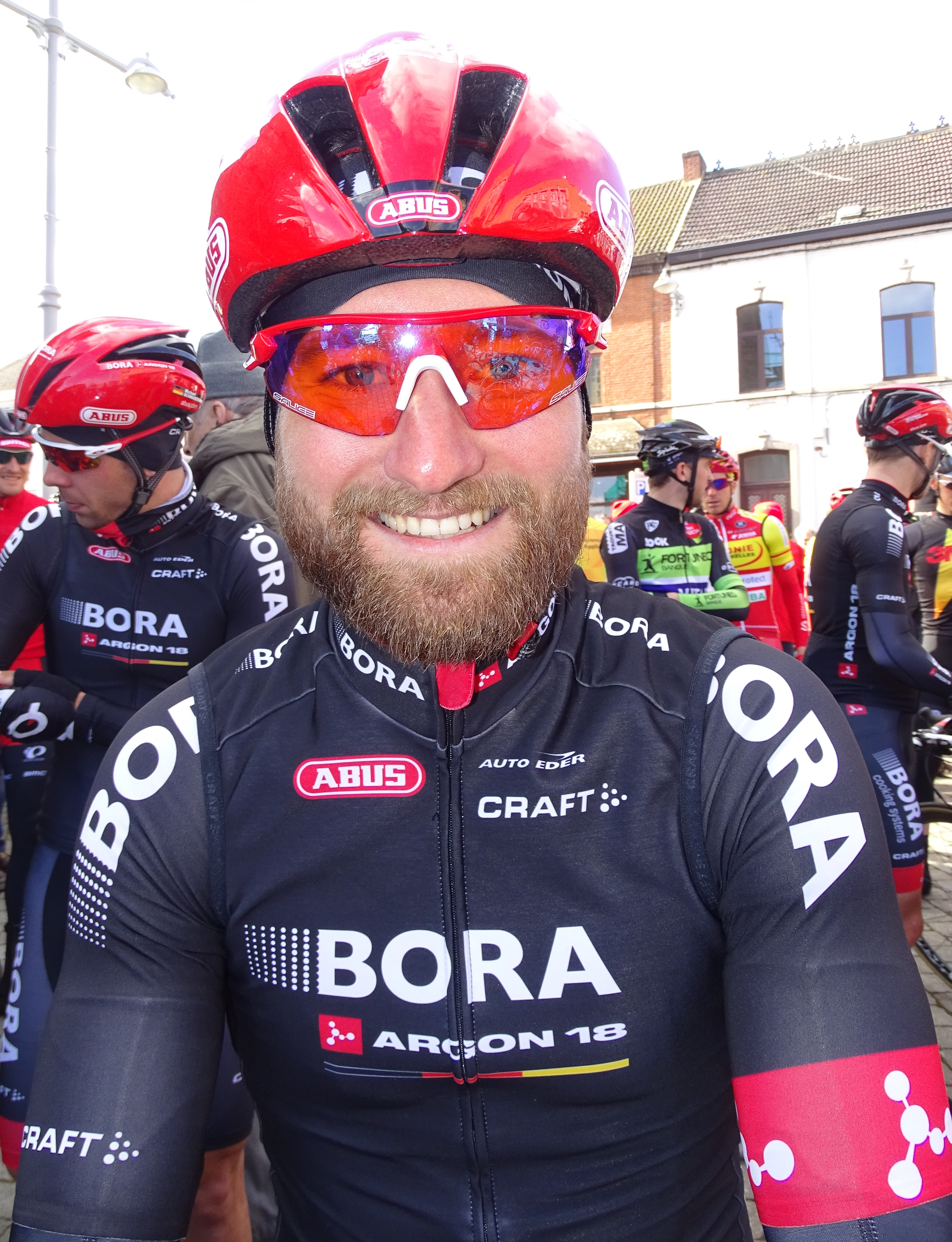
Ralf Matzka.
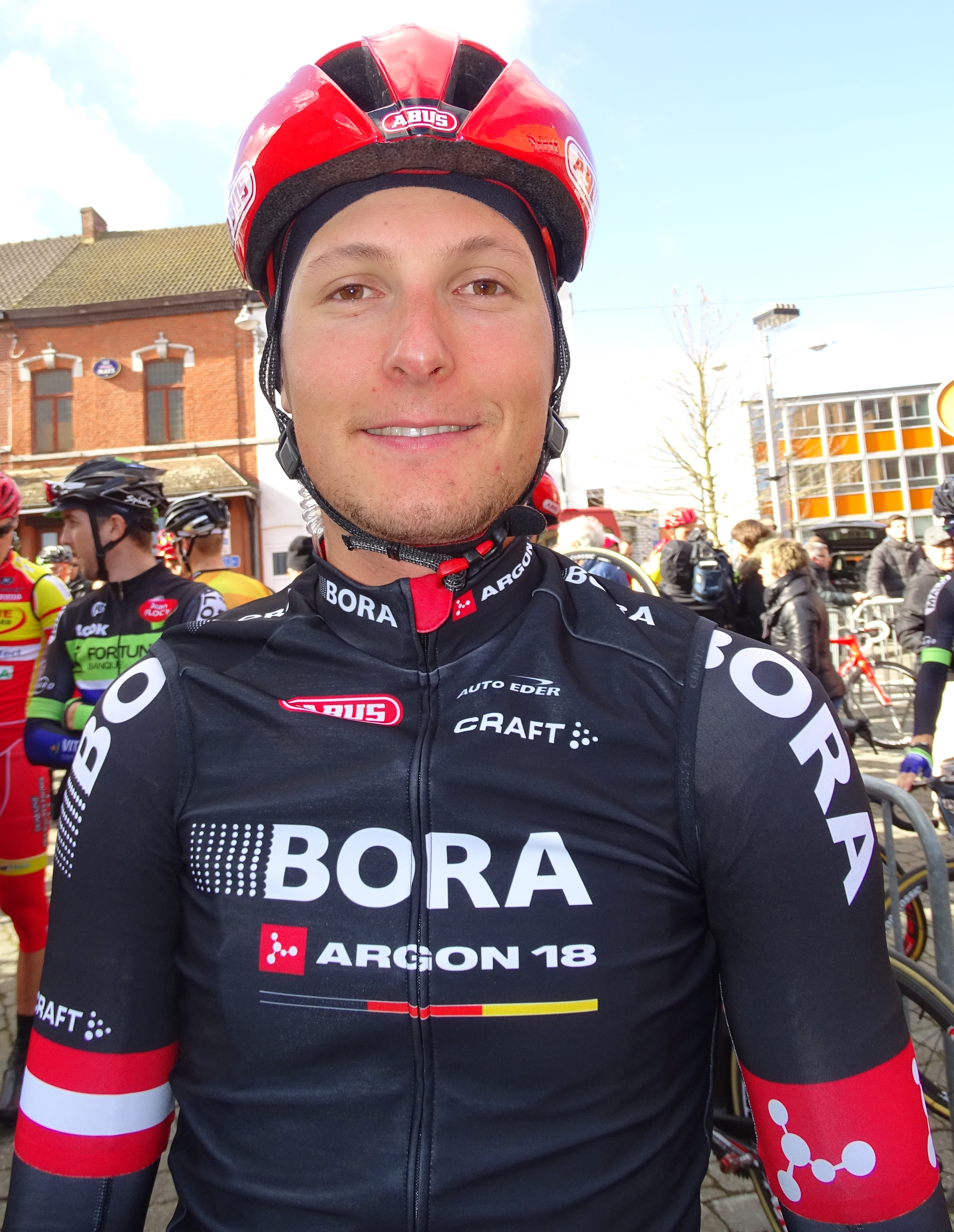
Lukas Pöstlberger.
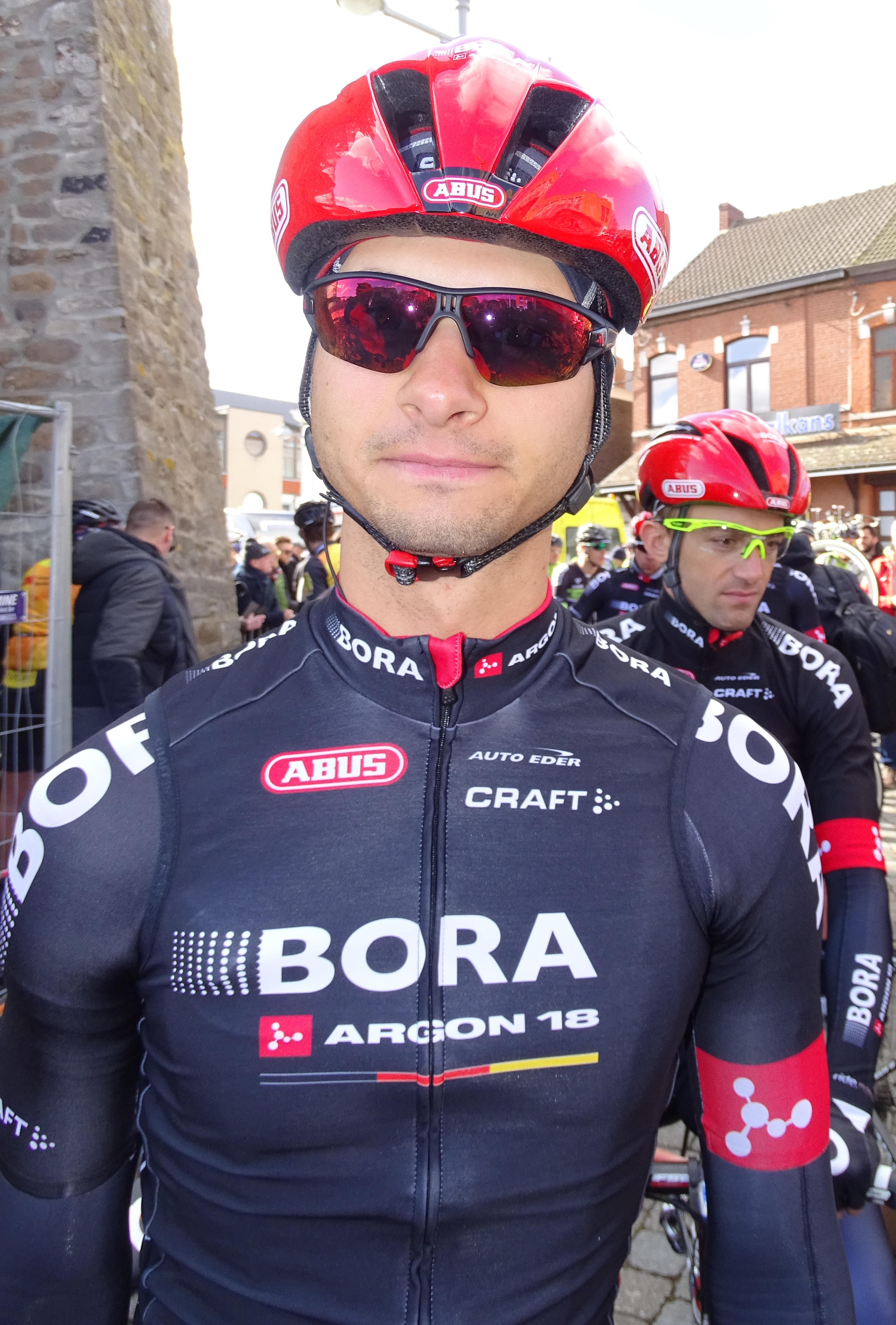
Christoph Pfingsten.
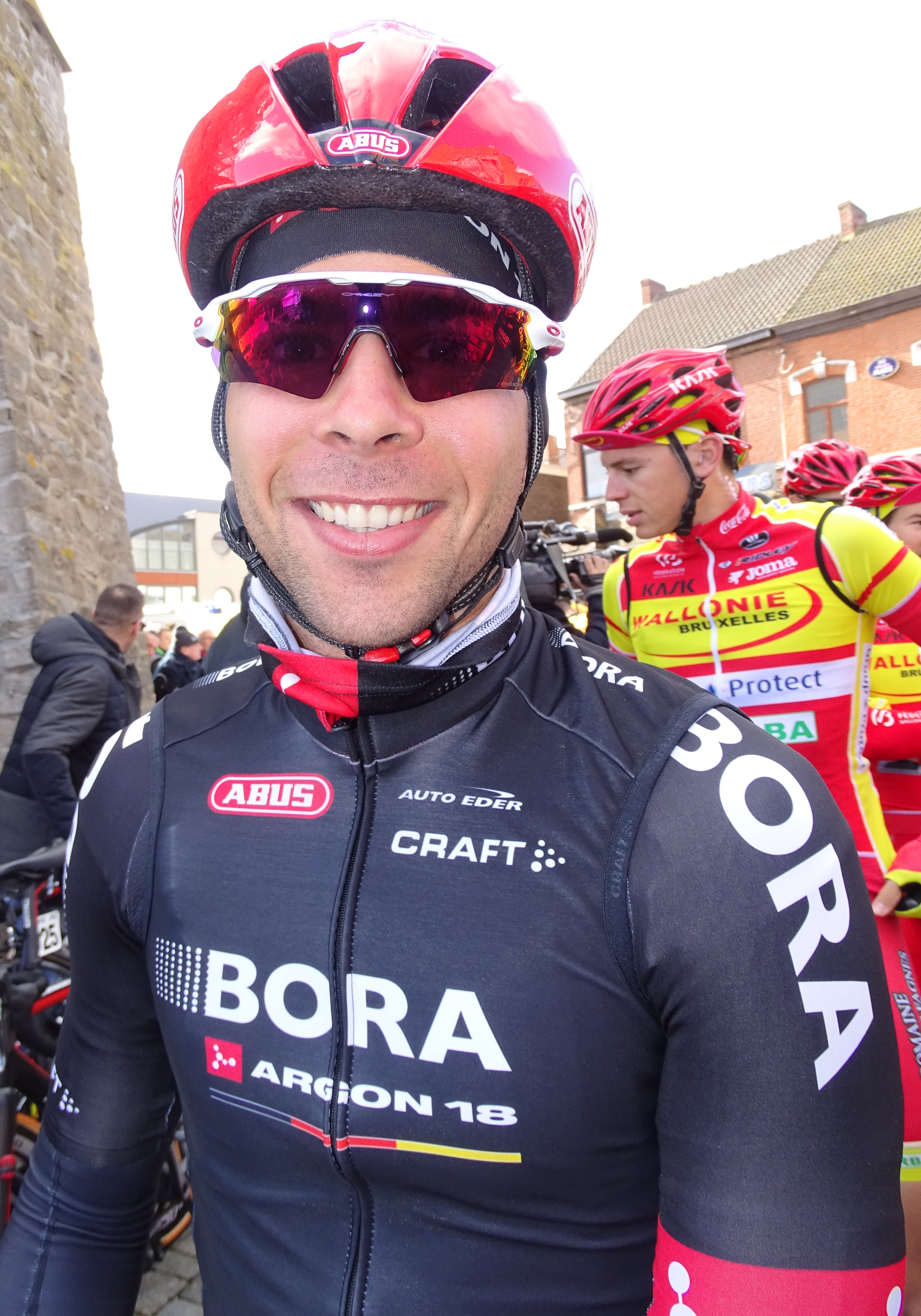
Michael Schwarzmann.
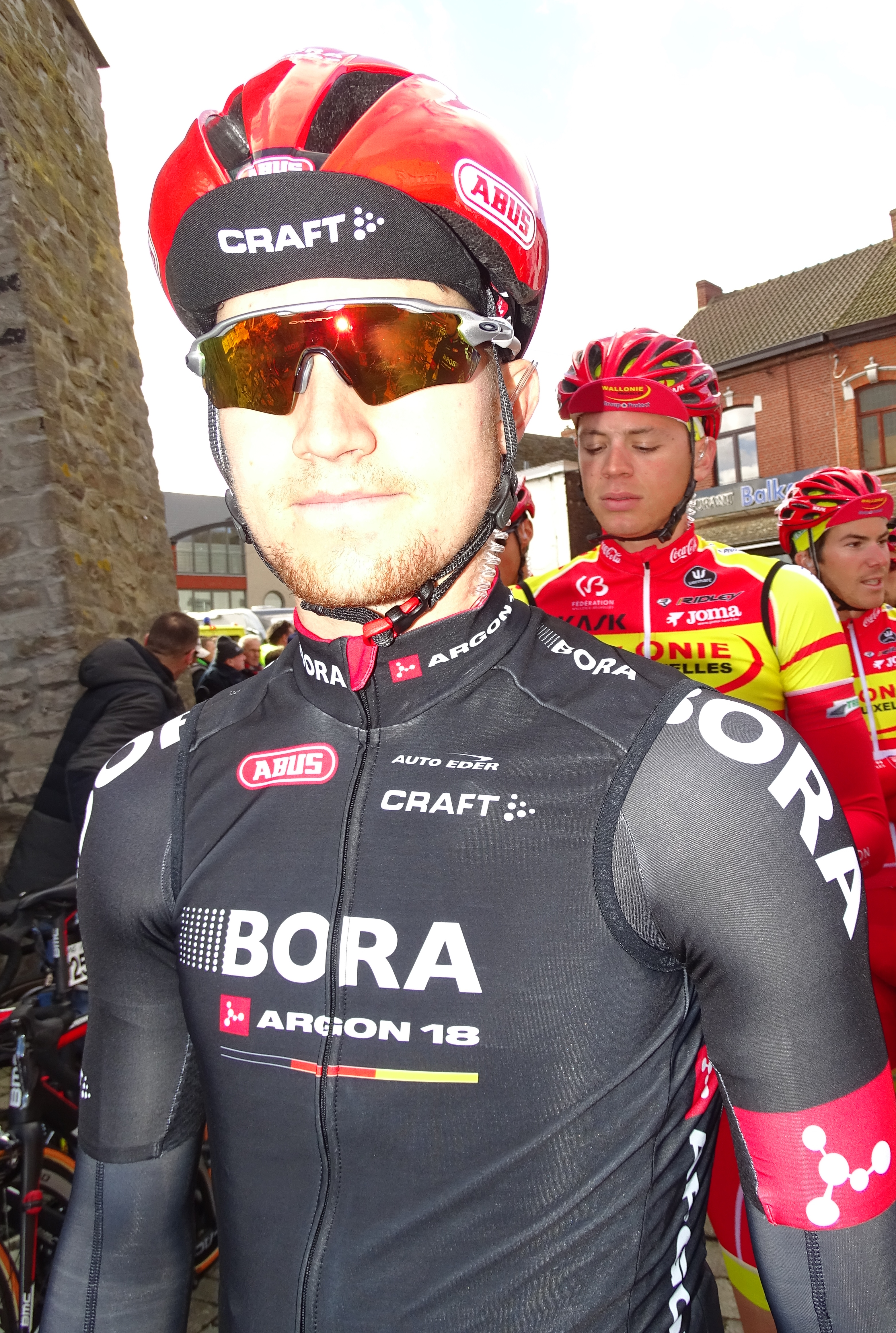
Scott Thwaites.

## Bilan de la saison

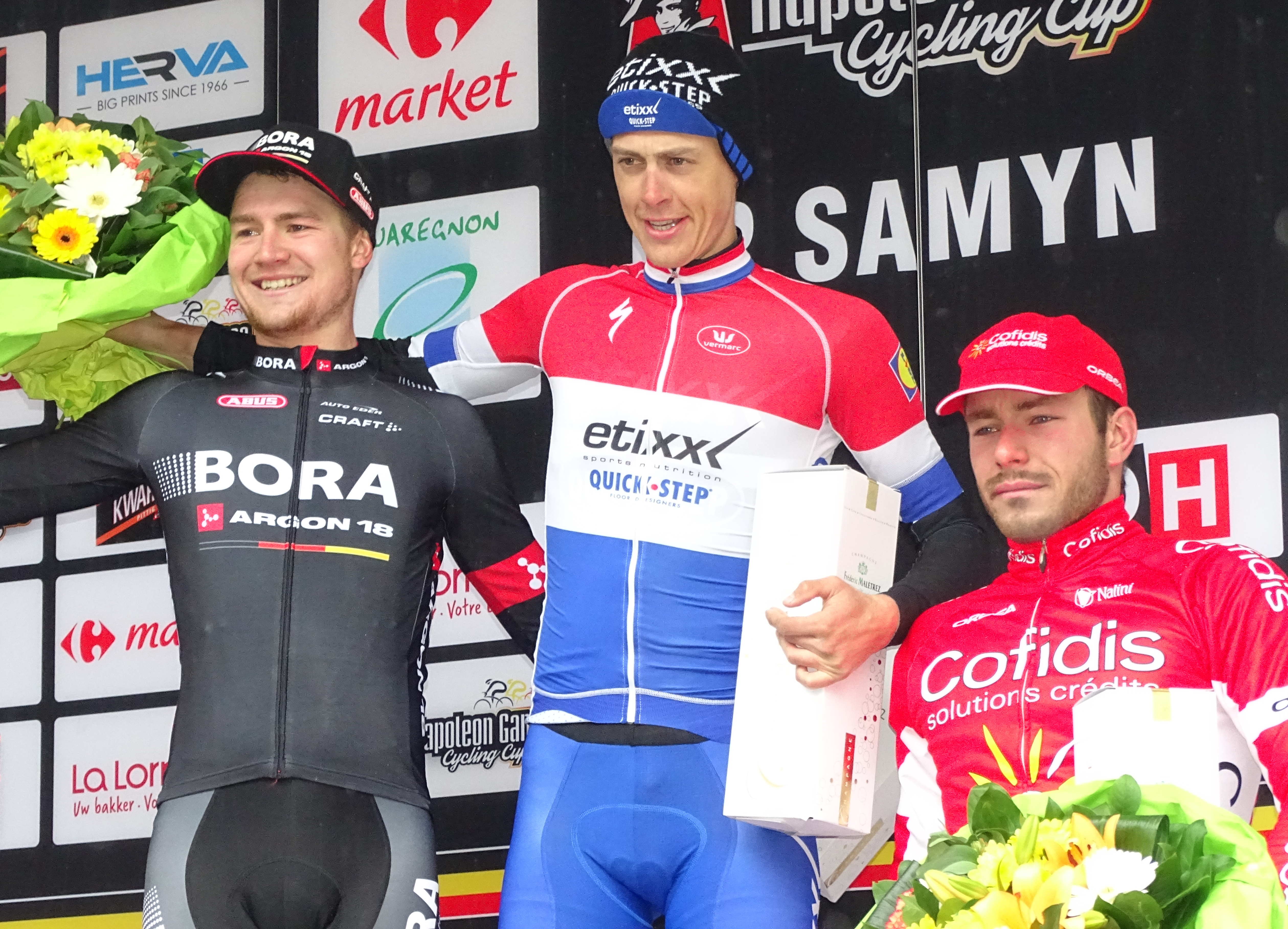
Podium de l'édition 2016 du Samyn : Scott Thwaites (2e), Niki Terpstra (1er) et Florian Sénéchal (3e).

### Victoires
| Date       | Course                               | Pays        | Classe | Vainqueur           |
| ---------- | ------------------------------------ | ----------- | ------ | ------------------- |
| 26/03/2016 | 1re étape du Critérium international | France      | 2.HC   | Sam Bennett         |
| 04/05/2016 | 1re étape du Tour d'Azerbaïdjan      | Azerbaïdjan | 2.1    | Phil Bauhaus        |
| 08/05/2016 | 5e étape du Tour d'Azerbaïdjan       | Azerbaïdjan | 2.1    | Michael Schwarzmann |
| 17/06/2016 | 2e étape du Tour de Haute-Autriche   | Autriche    | 2.2    | Phil Bauhaus        |
| 19/06/2016 | 4e étape du Tour de Haute-Autriche   | Autriche    | 2.2    | Lukas Pöstlberger   |
| 26/06/2016 | Championnat du Portugal sur route    | Portugal    | CN     | José Mendes         |
| 31/07/2016 | 5e étape du Tour du Danemark         | Danemark    | 2.HC   | Phil Bauhaus        |
| 31/07/2016 | Rad am Ring                          | Allemagne   | 1.1    | Paul Voss           |
| 21/09/2016 | 2e étape du Tour de Toscane          | Italie      | 2.1    | Sam Bennett         |
| 06/10/2016 | Paris-Bourges                        | France      | 1.1    | Sam Bennett         |

### Résultats sur les courses majeures
Les tableaux suivants représentent les résultats de l'équipe dans les principales courses du calendrier international dans lesquelles l'équipe bénéficie d'une invitation (les cinq classiques majeures et les trois grands tours). Pour chaque épreuve est indiqué le meilleur coureur de l'équipe, son classement ainsi que les accessits glanés par Bora-Argon 18 sur les courses de trois semaines.

#### Classiques
| Classique            | Milan-San Remo  | Tour des Flandres    | Paris-Roubaix          | Liège-Bastogne-Liège | Tour de Lombardie |
| -------------------- | --------------- | -------------------- | ---------------------- | -------------------- | ----------------- |
| Coureur (classement) | Paul Voss (23e) | Scott Thwaites (20e) | Zakkari Dempster (24e) | Patrick Konrad (15e) |                   |

#### Grands tours
| Grand tour           | Tour d'Italie | Tour de France         | Tour d'Espagne    |
| -------------------- | ------------- | ---------------------- | ----------------- |
| Coureur (classement) | Non invitée   | Emanuel Buchmann (21e) | José Mendes (54e) |
| Accessits            | -             | -                      | -                 |